# Яр Білий
Яр Білий — річка в Україні, у Вовчанській міській громаді Чугуївського району  Харківської області. Ліва притока Вовчої (басейн Сіверського Дінця).

## Розташування
Річка тече на північ по дну однойменної балки, бере початок у смт Білий Колодязь і впадає до річки Вовчої поблизу села Покаляне. Відстань від гирла Вовчої до місця впадіння річки Яр Білий — 21 км.
Вздовж річки від витоку до гирла розташовані населені пункти: смт Білий Колодязь, село Покаляне.

## Опис
Довжина річки — 14 км. Площа басейну — 41,9 км². Похил річки — 4 м/км.

## Притоки
- Лазарів яр - лівий витік[2]
- Яр Широкий - права притока[3]